# Hoploscopa
Hoploscopa là một chi bướm đêm thuộc họ Crambidae.

## Species
- Hoploscopa agtuuganonensis Léger & Nuss in Léger, Kehlmaier, Vairappan & Nuss, 2020
- Hoploscopa albipuncta Léger & Nuss in Léger, Kehlmaier, Vairappan & Nuss, 2020
- Hoploscopa albomaculata Léger & Nuss in Léger, Kehlmaier, Vairappan & Nuss, 2020
- Hoploscopa anacantha Léger & Nuss in Léger, Kehlmaier, Vairappan & Nuss, 2020
- Hoploscopa anamesa Tams, 1935
- Hoploscopa astrapias Meyrick, 1886
- Hoploscopa aurantiacalis (Snellen, 1895)
- Hoploscopa boleta Léger & Nuss in Léger, Kehlmaier, Vairappan & Nuss, 2020
- Hoploscopa brunnealis (Snellen, 1895)
- Hoploscopa cynodonta Léger & Nuss in Léger, Kehlmaier, Vairappan & Nuss, 2020
- Hoploscopa danaoensis Léger & Nuss in Léger, Kehlmaier, Vairappan & Nuss, 2020
- Hoploscopa diffusa (Hampson, 1919)
- Hoploscopa gombongi Léger & Nuss in Léger, Kehlmaier, Vairappan & Nuss, 2020
- Hoploscopa gracilis Léger & Nuss in Léger, Kehlmaier, Vairappan & Nuss, 2020
- Hoploscopa ignitamaculae Léger & Nuss in Léger, Kehlmaier, Vairappan & Nuss, 2020
- Hoploscopa isarogensis Léger & Nuss in Léger, Kehlmaier, Vairappan & Nuss, 2020
- Hoploscopa jubata Léger & Nuss in Léger, Kehlmaier, Vairappan & Nuss, 2020
- Hoploscopa kelama Léger & Nuss in Léger, Kehlmaier, Vairappan & Nuss, 2020
- Hoploscopa kinabaluensis Léger & Nuss in Léger, Kehlmaier, Vairappan & Nuss, 2020
- Hoploscopa luteomacula Nuss, 1998
- Hoploscopa mallyi Léger & Nuss in Léger, Kehlmaier, Vairappan & Nuss, 2020
- Hoploscopa marijoweissae Léger & Nuss in Léger, Kehlmaier, Vairappan & Nuss, 2020
- Hoploscopa matheae Léger & Nuss in Léger, Kehlmaier, Vairappan & Nuss, 2020
- Hoploscopa mediobrunnea (de Joannis, 1929)
- Hoploscopa metacrossa (Hampson, 1917)
- Hoploscopa nauticorum Tams, 1935
- Hoploscopa niveofascia Léger & Nuss in Léger, Kehlmaier, Vairappan & Nuss, 2020
- Hoploscopa obliqua (Rothschild, 1915)
- Hoploscopa ocellata (Hampson, 1919)
- Hoploscopa pangrangoensis Léger & Nuss in Léger, Kehlmaier, Vairappan & Nuss, 2020
- Hoploscopa parvimacula Léger & Nuss in Léger, Kehlmaier, Vairappan & Nuss, 2020
- Hoploscopa persimilis (Rothschild, 1915)
- Hoploscopa pseudometacrossa Léger & Nuss in Léger, Kehlmaier, Vairappan & Nuss, 2020
- Hoploscopa quadripuncta (Rothschild, 1915)
- Hoploscopa semifascia (Hampson, 1919)
- Hoploscopa sepanggi Léger & Nuss in Léger, Kehlmaier, Vairappan & Nuss, 2020
- Hoploscopa subvariegata (Rothschild, 1915)
- Hoploscopa sumatrensis Léger & Nuss in Léger, Kehlmaier, Vairappan & Nuss, 2020
- Hoploscopa titika Léger & Nuss in Léger, Kehlmaier, Vairappan & Nuss, 2020
- Hoploscopa tonsepi Léger & Nuss in Léger, Kehlmaier, Vairappan & Nuss, 2020
- Hoploscopa triangulifera (Hampson, 1919)
- Hoploscopa ypsilon Léger & Nuss in Léger, Kehlmaier, Vairappan & Nuss, 2020